# Trollflöjten (film)
Trollflöjten är en tv-film av Ingmar Bergman från 1975 som bygger på Mozarts opera med samma namn. Den är en av titlarna i boken Tusen svenska klassiker (2009).

## Om filmen
Inspelningarna ägde rum under april och maj 1974 i Filmhusets två studior. Alla kulisser var specialbyggda för att ge intryck av att operan spelas på Drottningholms slottsteater, men teatern visas bara i en exteriörbild i filmen. Närbilderna på publiken filmades i Ingmar Bergmans studio på Fårö.
Filmen premiärvisades på TV2 1 januari 1975, på bio visades den först 4 oktober 1975. Det svenska librettot för filmproduktionen översattes och bearbetades av Alf Henrikson. Koreograf för filmproduktionen var Donya Feuer och Eric Ericson dirigerade Sveriges Radios symfoniorkester och Radiokören, samt ansvarade även för musikalisk anpassning och instudering. Inspelningen är gjord med playbackteknik.
Operan Trollflöjten av Wolfgang Amadeus Mozart (musik), och Emanuel Schikaneder (libretto), uruppfördes den 30 september 1791 på Theater auf der Wieden i Wien.

## Rollista
| Josef Köstlinger                          | – prins Tamino                        |
| Irma Urrila                               | – prinsessan Pamina                   |
| Håkan Hagegård                            | – fågelfångaren Papageno              |
| Elisabeth Erikson                         | – Papagena                            |
| Britt Marie Aruhn                         | – första damen                        |
| Kirsten Vaupel                            | – andra damen                         |
| Birgitta Smiding                          | – tredje damen                        |
| Ulrik Cold                                | – Sarastro, Paminas far               |
| Birgit Nordin                             | – Nattens drottning, Paminas mor      |
| Ragnar Ulfung                             | – Monostatos, moren, vakt             |
| Erik Sædén                                | – talaren                             |
| Ulf Johanson                              | – präst                               |
| Gösta Prüzelius                           | – präst                               |
| Folke Jonsson                             | – präst                               |
| Jerker Arvidson                           | – vakt i Prövningens hus              |
| Hans Dornbusch                            | – vakt i Prövningens hus              |
| Ansgar Krook                              | – gosse                               |
| Urban Malmberg                            | – gosse                               |
| Erland von Heijne                         | – gosse                               |
| Jane Darling                              | – tärna                               |
| Elina Lehto Tinterov                      | – tärna                               |
| Radiokören, studenter från musikhögskolan | – folk (operakör/sjungande statister) |

## Musik i filmen
- "Die Zauberflöte (Trollflöjten)", kompositör 1791 Wolfgang Amadeus Mozart, originallibretto 1791 Emanuel Schikaneder, svenskt libretto 1974 Alf Henrikson.

## Handling
Under ouvertyren visas ansikten tillhörande personer i teaterpubliken. Kameran växlar i takt med musiken mellan de olika ansiktena; det är gamla och unga, män och kvinnor. Alla ser de ut att njuta av ouvertyrens toner. Kameran återkommer flera gånger till en flicka med ett lite outgrundligt ”Mona-Lisa”-aktigt småleende. Flickans namn stod inte med i rollistan. Men dagen efter att filmen premiärsändes på tv kunde man på Dagens Nyheters löpsedel läsa: ”Flickan från Trollflöjten HELENE HETER HON”.
Handlingen tilldrar sig i ”sagotid” i ett fantasirike. Prins Tamino har under jakt förirrat sig in i en främmande skog, där han blir förföljd och hotas att ätas upp av en hemsk drake. Just som han svimmar kommer Tre damer (tjänarinnor hos Nattens drottning, härskarinnan i riket) till hans hjälp och dödar draken. De blir alla tre förtjusta i honom och var och en av dem vill bli lämnad ensam med honom. Men alla vägrar och då beger de sig iväg alla tre för att meddela drottningen. Oförhappandes kommer Papageno (en fågelfängare med en panflöjt på bröstet och en stor fågelbur på ryggen) in på scenen, just som Tamino vaknar till liv igen. Tamino tror att det är Papageno som räddat hans liv, något som Papageno villigt tar åt sig äran för. De tre damerna reprimerar Papageno och sätter ett munlås på honom som straff. Därefter förklarar de för Tamino, att de har skickats av Nattens drottning, för att be Tamino att befria hennes dotter Pamina från Sarastro (som i filmen – dock inte i operan – är hennes far), som påstås ha rövat bort henne. De ger Tamino en bild av Pamina och Tamino blir omedelbart förälskad i henne. Då uppenbarar sig Nattens drottning från skyn, förklarar sin stora sorg över att Pamina blivit bortrövad och lovar Tamino, att om han kan befria Pamina, så ska han få henne som maka. Hon överräcker en magisk trollflöjt till Tamino, som ska rädda honom ur fara. Tamino svär vid sin själs salighet på att befria Pamina. Efter ytterligare reprimander befrias Papageno från sitt munlås av de tre damerna och får order om att följa Tamino på dennes räddningsexpedition. Papageno är mycket ovillig, men övertalas (dock motvilligt), genom en gåva från de tre damerna – ett magiskt klockspel som kan få den mest ilskne karl ”god och snäll”. Varken Tamino eller Papageno vet dock var Sarastros borg är belägen och just som de tre damerna ska till att förklara detta, sjunker en luftballong med tre gossar ner från skyn. Dessa säger att de ska leda Tamino och Papageno på vägen, om dessa bara är "orädda, tåliga och förtegna". De följer efter gossarnas ballong, men kommer ifrån varandra på vägen till Sarastros palats.
I nästa scen ser vi Monostatos, en morisk tjänare hos Sarastro på en nattlig palatsgård tillsammans med Pamina. Monostatos försöker tvinga på Pamina sin kärlek, men hon gör motstånd. Papageno får syn på Pamina och råkar i gräl med Monostatos. Monostatos låser in dem båda och ger sig iväg. Papageno berättar att Tamino och han kommit för att rädda henne, på uppdrag av Nattens drottning. Pamina får se en bild av Tamino och blir förälskad i honom. Papageno säger, att Tamino är en prins som fått i uppdrag att befria henne och att Tamino är kär i Pamina. Efter att ha sjungit en duett om hur ljuvlig kärleken är, skyndar de iväg.
Scenförändring. Vi ser nu Tamino, ledd av de tre gossarna, på en annan tempelgård med tre stora portar. Gossarna uppmanar Tamino åter att vara orädd, tålig och förtegen när han undrar när Pamina ska räddas. De lämnar honom och efter att ha repat mod knackar han på tempelportarna. Vid de två första portarna får han order om att vända om, men den tredje öppnas av Talaren, en präst i Det heligas tempel. Då han frågar efter Taminos ärende, förklarar denne att han kommit för att befria Pamina från Sarastro, som han anser är ”en niding, en tyrann”. Talaren förklarar då att Sarastro är en stor och vis ledare för den orden i vars tempel de nu befinner sig, samt att Tamino blivit lurad av Nattens drottning. Han säger att Tamino bara kan få svar på sina frågor om Pamina ”så snart du knyts med vänskapsband, till templets tjänst av bröders hand”. Talaren drar sig sedan tillbaka. Svaret gör Tamino förtvivlad och han vädjar ut i natten om att få veta när han kan komma till klarhet. En kör svarar ur mörkret ”snart, snart eller aldrig mer”. Tamino kräver att få veta om Pamina lever, vilket kören säger att hon gör. Pamino blir genast glad och tar fram sin trollflöjt och spelar av tacksamhet. Medan han spelar samlas skogens vilda djur kring honom och lyssnar. Han hör då Papagenos panflöjt svara sin egen flöjt. Han övertygar sig själv om att Pamina måste vara i Papagenos sällskap och hastar iväg.
I nästa scen ser vi Papageno och Pamina skynda genom Sarastros palats på flykt undan Monostatos. De blir dock upphunna av denne, som vill slänga dem i fängelse. Papageno räddar dock situationen genom att spela på sitt klockspel. Monostatos och dennes slavar genast fogliga som lamm av musiken och dansar iväg. Plötsligt hörs dock en trumpetfanfar - det är Sarastro som återvänder från jakten. Papageno blir livrädd och vill sjunka genom jorden som en mask, men Pamina övertygar honom och sig själv om att de måste säga sanningen som den är.
En stor folkmassa hälsar Sarastro som den gode härskaren som gör sina undersåtar lyckliga och Papageno och Pamina knäfaller inför honom. Pamina förklarar, att hon dels försökte fly undan Monostatos' övergrepp och dels att hon är kär i Tamino. Sarastro säger sig känna till alltsammans och även känna Tamino, men att han inte kan ge henne fri. Pamina vädjar att hennes mor ska komma att sörja henne, men det avfärdar Sarastro med att hon är stolt och svag och skulle komma att ödelägga Paminas liv om hon fick styra "tingens roder". Det är av Sarastro som Pamina ska uppfostras (här antyds en ”vårdnadstvist” efter en ”skilsmässa” mellan Nattens drottning och Sarastro). De avbryts av Monostatos och hans slavar, som har tagit Tamino till fånga. Monostatos försöker smickra in sig hos Sarastro, genom att påtala sin lojalitet och hur lömsk Tamino varit samt begär en belöning för att ha fångat Tamino. Sarastro svarar att ”förvisso skall du få din lön”, men istället dömer han Monostatos till 555 prygelslag – han har uppenbarligen genomskådat Monostatos ”lojalitet”. Sarastro ger därefter order om att Tamino och Papageno ska föras till Prövningarnas hus, för att deras sinnen ska renas. Folkmassan sjunger åter en hyllningskör till Sarastros ära. Slut på första akten. Ridå.
Andra akten inleds med en entr'acte-musik som brukar kallas ”Prästernas marsch”. Under det att denna mycket lugna, vackra 1700-talsmusik spelas, visas bilder från Drottningholms slottsteater och parken kring Drottningholms slott i vårskymning. Bergman blandar exteriörer med interiörer och skapar en mycket charmerande 1700-talsstämning. Men han har även roat sig med att lägga in lite anakronismer, som till exempel att Nattens drottning (Birgit Nordin) sitter vid sminkbordet och tar ett bloss på en cigarett, Sarastro (Ulrik Cold) studerar partituret till Wagners opera Parsifal, och att en av barnstatisterna sitter och läser Kalle Anka. Strax innan entr’acte-musiken är slut återvänder vi till den leende flickans ansikte som vi såg under uvertyren.
Ridån går upp och vi ser Sarastro tillsammans med sitt råd bestående av 12 präster inom orden. Sarastro förklarar att han har låtit föra bort Pamina från hennes mor eftersom hon är en ond människa, som drivs av högmod och vill krossa brödraskapet. Men han har ämnat att Tamino och Pamina ska få gifta sig (allt är alltså en enda stor plan från Sarastros sida) och att de två ska leda orden, eftersom ”i den sanna kärleken mellan två människor finns vishetens begynnelse”. Men först måste de genomgå tre prövningar för att visa att de modigt kan utstå dem. För egen del ämnar Sarastro dra sig tillbaka. Han frågar de deltagande prästerna om de gillar och godkänner hans förslag. Alla svarar ”ja!”. Därefter ber de en bön till de gudar de dyrkar om att Tamino och Pamina ska klara sina prov.
Ny scen: Vi ser Tamino och Papageno komma in i Prövningarnas hus ledda av två vakter. De får sina ögonbindlar avlägsnade. Vakten som lett Tamino frågar honom, om han är beredd att genomgå sina prövningar. Tamino svarar värdigt att det är han och vägen till vishet och Paminas kärlek ska bli hans belöning. Den andre vakten är betydligt mer blasé då han frågar Papageno, om han vill kämpa för att nå vishet. Papageno tackar nej; för honom räcker det att få äta och dricka. Vakten lockar då med att erbjuda honom en skötsam hustru, ung och vacker och lik Papageno både till form och klädsel, som Sarastro reserverat just för honom. Då svarar Papageno entusiastiskt ja och vill träffa henne. Vakten svarar, att det ska han få, men Papageno får inte tala ett ord med henne. Papageno lovar, och vakten avlägsnar sig, muttrande ”jaha ja, vad är det för människor dom skickar på en”. Det blir mörkt och den förste vakten säger ”snart möter ni er första prövning”.
Den första prövningen består i att Tamino och Papageno möter de tre damerna (Nattens drottnings tjänarinnor). Dessa hotar med alla möjliga hemskheter som Sarastro ska utsätta dem för om de inte genast flyr. Allteftersom de sjunger, förvandlas deras ansikten till dödskallar – de är alltså skenbilder som Sarastro och prästerna framkallat. Papageno blir livrädd och vädjar till Tamino att de ska lyda damerna och fly. Tamino försöker trösta Papageno och få honom att avstå från damernas omväxlande lockelser och hot. Till slut ingriper prästerna och slungar förintande blixtar mot damerna och de försvinner. Papageno sjunker kvidande till marken. Den andre vakten kommer fram, uppmanar Papageno att vara en man och följa med honom. Papageno muttrar ”bara inte kärleken flyr sin kos av detta eviga vandrande” och följer motvilligt med.
Scenförändring. Vi ser en vacker trädgård, där Pamina ligger på en säng och sover. Hela denna scen kan vara Paminas mardröm eller halvdröm – det vet vi inte. Vi ser hur Monostatos kommer fram och sjunger om sin obesvarade kärlek till Pamina, som förtär hans kropp och själ. Han ska just kasta sig över henne, då Nattens drottning kommer fram ur dunklet, tillsammans med sina hovdamer. Hon visar föraktfullt bort Monostatos, som bugande lommar iväg. Pamina vaknar och omfamnar sin mor. Hon frågar om modern kommit för att hämta henne. Nattens drottning svarar ingenting. Pamina blir rädd. Nattens drottning räcker Pamina en dolk och sjunger sin aria (nr 14) om hur hon kräver att Pamina dödar Sarastro. Under arian förvandlas drottningen, från en rasande hämndlysten kvinna till ett insektsliknande monster – döden förkroppslad. Hon försvinner och Monostatos kommer lismande fram och kräver Paminas kärlek. Hon vägrar. Monostatos säger: ”Då kommer du att dö”. Monostatos försvinner och Pamina vaknar av gråt. Vid hennes sida finns nu Sarastro. Pamina ber enträget att Sarastro inte ska hämnas på hennes mor. Sarastro försöker trösta henne genom att säga att hon haft en ond dröm. Han sjunger henne till sömns (aria nr 15) om att han inte hyser några onda planer. Han smeker hennes kind och går. Pamina låtsas tröstad, men hennes insikt är nu större än Sarastros och hon har genomskådat sin moder.
Vi återvänder nu till Prövningarnas hus, där den förste vakten förklarar för Tamino, att han snart ska få träffa Pamina, men han får inte säga ett ord till henne. Den andre vakten hutar åt Papageno och säger, att den som bryter tystnaden härinne, honom straffar gudarna. Tamino sätter sig på en bänk, medan Papageno virrar omkring i rummet. Papageno sjunger om hur han vill ha ”en god och trogen maka”, men Tamino hyssjar åt honom. En något bedagad kvinna infinner sig och erbjuder Papageno ett glas vatten. Papageno börjar genast på skämt att flirta med denna kvinna, de skrattar tillsammans och Papageno drar ner henne i sitt knä, medan de flamsar tillsammans. Då Papageno frågar efter hennes namn, svarar hon ”jag heter Papagena”. Hennes ansikte förvandlas till en mycket vacker, ung kvinnas och hennes kläder liknar Papagenos. Hon försvinner. Papageno blir helt hysterisk och springer skrikande därifrån. Därpå följer Tamino och Paminas andra prövning. Pamina kommer glädjestrålande in i rummet och talar till Tamino, som lyder sitt löfte om att inte svara. Pamina blir då förtvivlad, eftersom hon tror att han inte längre älskar henne. Hon rusar ut efter att i aria nr 17 ha förklarat att hon i så fall ska ta sitt liv. Hon rusar ut. Tamino begraver ansiktet i sina händer, förkrossad.
Scenförändring: Vi ser en palatsgård i gryningen. Det snöar. De tre gossarna upptäcker Pamina från sin ballong och ser hur hon står i begrepp att ta livet av sig. De ingriper och talar med Pamina. De berättar att Tamino faktiskt älskar henne och att han skulle gå under om hon begick självmord. Först tvivlar hon på deras ord, men övertygas och följer med dem.
Ny scen: Vi ser Papageno i en höstskog. Det snöar. Papageno springer omkring och ropar efter Papagena. Han blåser tre gånger i sin panflöjt. Inget svar. Han beslutar sig för att hänga sig i ett träd. Han plockar fram ett rep och ska just kasta upp det i trädet, då de tre gossarna dyker upp i sin ballong. De kastar snöbollar på honom och uppmanar honom att låta bli att ta livet av sig, eftersom ”ditt enda liv går åt ifall du dör”. De är nu skämtsamma och häcklande, till skillnad från då de avstyrde Paminas självmord. De påminner honom om hans klockspel, som ”är ett oemotståndligt lockspel”. Papageno skiner upp och börjar spela. Han ropar efter sin Papagena. Gossarna uppmanar honom att vända sig om. Där står Papagena! Genast förvandlas hösten till vår. Snön försvinner och Papageno och Papagena omfamnar varandra och sliter av varandra ytterkläderna. De sjunger om hur lyckliga de ska bli och hur många ungar de ska få: ”Först en liten Pa-pa-pa-papagena, se’n en liten Pa-pa-papageno.” De kysser varandra.
Scenförändring. Vi ser prästernas råd och Sarastro. De följer intresserat, som ovanifrån allt som har skett. Man anar att nu ska den tredje – och avgörande prövningen komma.
Den förste prästen från rådsmötet säger åt Pamina att hon ska söka upp Tamino och ge honom hans flöjt. Han uppmanar henne att följa honom till Prövningarnas hus. Prästerna stämmer upp en hoppfull hymn, vars text innebär, att nu nalkas gryningen. Snart är Tamino värdig att träda in i deras förbund. Sarastro säger till Tamino, att nu återstår hans tredje prövning.
Tamino står nu i en vild och bergig trakt med hotfulla, vilda skuggor. Två väktare i rustningar pekar mot en grottöppning och sjunger, på något som liknar en Bach-koral, en hotfull men ändå hoppingivande instruktion om att Tamino måste gå genom Eld och Vatten för att bli värdig. Tamino hör Pamina ropa på honom och frågar om han får tala med henne. Det får han och de tar varandras händer innan de tillsammans går in i grottan.
(Bergman skriver i en kommentar: Pamina i början av pjäsen; ung, drömmande och lite obetydlig flicka! Pamina i detta ögonblick; en vuxen, förtröstansfull och älskande kvinna. Motsvarande kan sägas om Tamino, som nu är på väg att bli en fullvuxen man, genom sina prövningar värdig att, genom kärleken till Pamina, fortsätta Sarastros ledarskap över riket och orden.)
Tamino spelar på sin trollflöjt, medan han och Pamina vandrar genom elden; först teatereld i form av vajande silkesdukar, därpå riktig eld. I lågorna ser vi förbrända, förvridna, lidande mänskliga varelser. Vi hör dem skrika. De går därefter in i vattnet, som till att börja med är Drottningholmsteaterns teatervågor, men övergår till riktigt vatten. Där ser vi drunknade kroppar, som vajar som sjögräs. Medan Tamino spelar, följer Pamina honom med sin arm om hans midja. De kommer upp ur vattnet och tackar gudarna för sin välgång. En kör hyllar dem och förklarar att de har klarat sitt prov.
Ny scen: Vi ser hur Monostatos, Nattens drottning och hennes tärnor skyndar fram framför en armé av kvinnliga soldater. Det är mörkt och hotfullt. Monostatos ansikte är förvridet av hat, då han bönfaller Nattens drottning om, att Pamina ska bli hans. Nattens drottning bekräftar, att när Sarastros hela rike är krossat till sista man, så ska Monostatos få Pamina. Allt blir stilla någon sekund – lugnet före stormen. Därpå en ljusblixt och dunder och en nedåtgående rörelse; Nattens drottning, Monostatos, damerna och hela armén faller ner i underjorden.
Ny scen: Vi ser ett stort fält, där folkmassorna hyllar Sarastro, Tamino och Pamina. De tackar Sarastro för allt han gjort för dem och säger farväl. Sarastro ger sig av på en lång resa.
I slutsekunderna ser vi Papageno och Papagena, omgivna av en stor skara barn. Barnen dansar ringdans kring Papageno och Papagena, som kysser varandra.
Filmen avslutas med att vi återser den unga flickan från uvertyren; hon med Mona Lisa-leendet. Vi är tillbaka från sagans fiktion, i vår egen tid, vår egen värld.